# Justicia spartioides
Justicia spartioides är en akantusväxtart som beskrevs av T. Anders.. Justicia spartioides ingår i släktet Justicia och familjen akantusväxter. Inga underarter finns listade i Catalogue of Life.